# La Vallée-de-l'Or
A Regionalidade Municipal do Condado de La Vallée-de-l'Or está situada na região de Abitibi-Témiscamingue na província canadense de Quebec. Com uma área de mais de vinte e sete mil quilómetros quadrados, tem, segundo o censo de 2005, uma população de cerca de quarenta e uma mil pessoas sendo comandada pela pela cidade de Val-d'Or. Ela é composta por 11 municipalidades: 3 cidades, 2 municípios, 1 freguesia e 5 territórios não organizados. La Vallée-de-l'Or foi criada em 8 de abril de 1981.

## Municipalidades

### Cidades
- Malartic
- Senneterre
- Val-d'Or

### Municípios
- Belcourt
- Rivière-Héva

### Freguesia
- Senneterre

### Territórios não organizados
- Lac-Fouillac
- Lac-Granet
- Lac-Metei
- Matchi-Manitou
- Réservoir-Dozois

## Regiões Autônomas
A reserva indígena de Lac-Simon não é membros do MRC, mas seu território está encravado nele.